# Juliette Atkinson
Juliette Paxton Atkinson Buxton (Rahway, 15 de abril de 1873 — Lawrenceville, 12 de janeiro de 1944) foi uma tenista estadunidense.

## Grand Slam finais

### Simples: 3 título, 1 vice
| Resultado | Ano  | Campeonato         | Oponente        | Placar                  |
| Campeã    | 1895 | U.S. Championships | Helen Hellwig   | 6–4, 6–2, 6–1           |
| Vice      | 1896 | U.S. Championships | Elisabeth Moore | 4–6, 6–4, 2–6, 2–6      |
| Campeã    | 1897 | U.S. Championships | Elisabeth Moore | 6–3, 6–3, 4–6, 3–6, 6–3 |
| Campeã    | 1898 | U.S. Championships | Marion Jones    | 6–3, 5–7, 6–4, 2–6, 7–5 |

### Duplas Mistas

#### Títulos (3)
| Ano  | Campeonato         | Parceiro         | Oponentes                       | Placar        |
| 1894 | U.S. Championships | Edwin P. Fischer | Mrs. McFadden Gustav Remak, Jr. | 6–3, 6–2, 6–1 |
| 1895 | U.S. Championships | Edwin P. Fischer | Amy R. Williams Mantle Fielding | 4–6, 8–6, 6–2 |
| 1896 | U.S. Championships | Edwin P. Fischer | Amy R. Williams Mantle Fielding | 6–2, 6–3, 6–3 |